# NGC 4197
NGC 4197 este o galaxie spirală situată în constelația Fecioara. A fost descoperită în 13 aprilie 1784 de către William Herschel. Se află la o distanță de 26,92 de megaparseci de Pământ.